# 居特斯洛县
居特斯洛县（Kreis Gütersloh）是德国北莱茵-威斯特法伦州东北部的一个县，隶属于代特莫尔德行政区，首府居特斯洛。

## 历史
设立于1973年，由威斯特法伦地区哈雷县和维登布吕克县合并而成。比勒费尔德、帕德博恩县、贝库姆县和瓦伦多夫县等县也割让一部分地区给这个新建的县。该县的前身创始于1816年普鲁士设立威斯特法伦省的时候。

## 地理
该县东部为着条顿堡林山，还有该县的最高峰亨格山（316米）。西部有埃姆斯河的源头。该县最低点就位于埃姆斯河谷哈瑟温克尔附近，只有56米。

## 徽章
1973年建县时确定的县徽是哈雷和Wiedenbrück2县的标志合并而成。三个要素来自于该地区的中世纪国家。底部金色的鹰来自于里特贝格公国；中间的车轮取自于雷肯贝格公署奥斯纳布吕克市；顶部的人字形标识是拉文斯贝格伯国的标志。